# Институт метеорологии Общества Макса Планка
Институт метеорологии Общества Макса Планка (нем. Max-Planck-Institut für Meteorologie, MPI-M) — это исследовательский институт по изучению климата в составе Общества Макса Планка.
Цель института — исследование причин изменения климата Земли. Институт основан в 1975 году и изучает уязвимость климатической системы Земли к таким возмущениям, как изменения в составе её атмосферы, а также исследует основы и пределы предсказуемости климата Земли. С этой целью институт разрабатывает и анализирует модели системы Земли, моделирующие процессы в атмосфере, на суше и в океане. Директором и основателем института является лауреат Нобелевской премии по физике Клаус Хассельманн.
Институт и Гамбургский университет вместе с другими исследовательскими учреждениями образуют Кластер передового опыта «Климат, изменение климата и общество» (нем. Exzellenzcluster Climate, Climatic Change, and Society, CLICCS), центр компетенции и обучения для исследований климата в Гамбурге.

## Структура
Институт состоит из трёх отделов, реализует международную докторскую программу совместно с Гамбургским университетом и сотрудничает с независимыми исследовательскими группами.

### Отделы
- Отдел физики климата исследует влияние атмосферных вод на климат и изменение климата Земли. (Руководитель — Бьорн Стивенс).
- Отдел динамики климата исследует механизмы, ответственные за масштабные изменения климата в различных регионах (руководитель — Сара Канг).
- Отдел изменчивости климат исследует роль океана в изменчивости и изменении климата во всех временных масштабах от часов до тысячелетий (Руководитель — Йохем Мароцке).

### Независимые исследовательские группы
- Совместная рабочая группа по форсированию тропической циркуляции,
- Связь облаков с волнами,
- Динамика системы климат-растительность,
- Экологическое моделирование.

## Международная исследовательская школа Макса Планка (IMPRS)
Институт участвует в Международной исследовательской школе Макса Планка по моделированию системы Земли (англ. International Max Planck Research School on Earth System Modelling). Школа — это англоязычная программа, позволяющая получить докторскую степень, в которой также участвует Гамбургский университет.

## Членство
- Немецкий альянс морских исследований (нем. Deutsche Allianz für Meeresforschung)
- Немецкий климатический консорциум
- Немецкий консорциум морских исследований

## Внешние ссылки
- Собственный сайт института